# Ratnowice
Ratnowice (deutsch Rathmannsdorf) ist ein Dorf der Stadt- und Landgemeinde Otmuchów im Powiat Nyski in der Woiwodschaft Opole in Polen.

## Geographie

### Geographische Lage
Das Angerdorf Ratnowice liegt im Südwesten der historischen Region Oberschlesien. Der Ort liegt etwa sieben Kilometer südwestlich des Gemeindesitzes Otmuchów, etwa 18 Kilometer südwestlich der Kreisstadt Nysa und etwa 73 Kilometer südwestlich der Woiwodschaftshauptstadt Opole.
Ratnowice liegt in der Przedgórze Sudeckie (Sudetenvorgebirge) innerhalb der Przedgórze Paczkowskie (Patschkauer Vorgebirge). Nördlich fließt die Swidna (dt. Grundwasser), ein rechter Zufluss der Weidenauer Wasser (poln. Widna).

### Nachbarorte
Nachbarorte von Ratnowice sind im Nordosten Meszno (Mösen), im Südosten Piotrowice Nyskie (Peterwitz), im Norden Jasienica Górna (Ober Hermsdorf) sowie im Nordwesten Trzeboszowice (Schwammelwitz).

## Geschichte

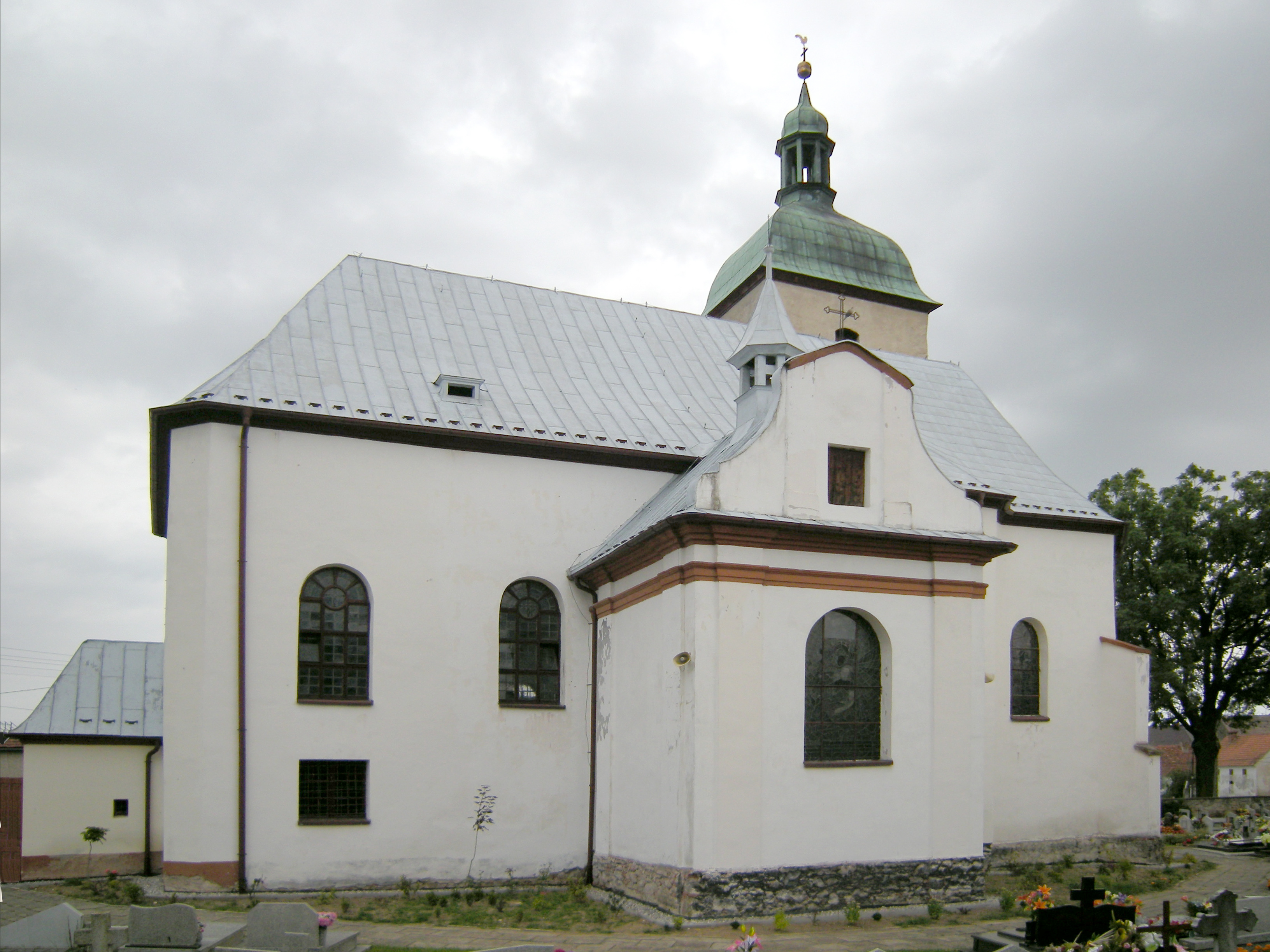
Martinskirche

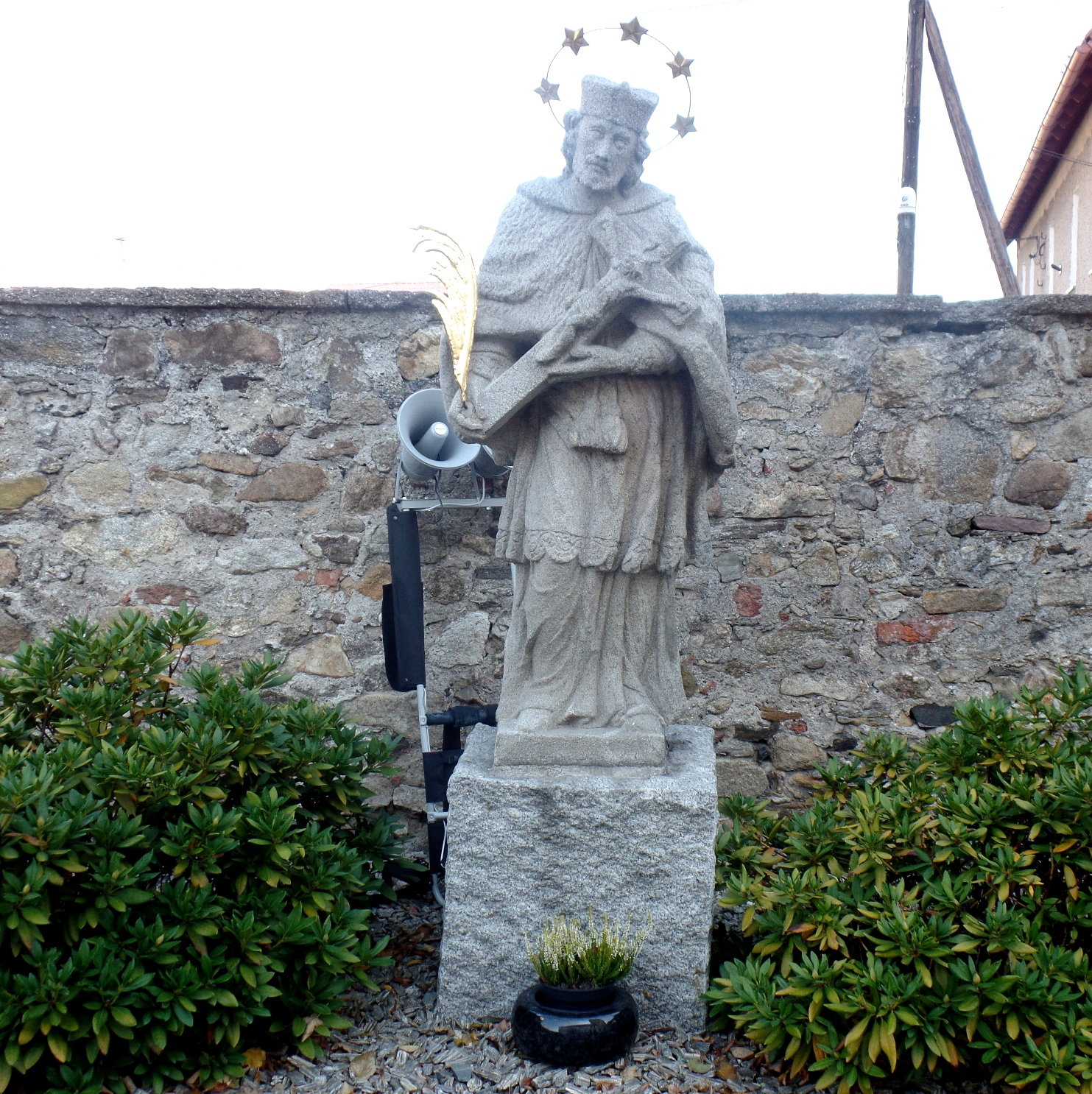
Nepomukstatue

Der Ort wurde 1248 erstmals als Rathno erwähnt. In dem Werk Liber fundationis episcopatus Vratislaviensis aus den Jahren 1295–1305 wird der Ort als Rathnovitz erwähnt. Für das Jahr 1340 ist die Ortsbezeichnung Raczmannsdorf überliefert.
Nach dem Ersten Schlesischen Krieg 1742 fiel Rathmannsdorf mit dem größten Teil Schlesiens an Preußen. 1755 wurde die katholische Pfarrkirche erbaut.
Nach der Neuorganisation der Provinz Schlesien gehörte die Landgemeinde Rathmannsdorf ab 1816 zum Landkreis Neisse im Regierungsbezirk Oppeln. 1845 bestanden im Dorf eine Scholtisei, eine katholische Pfarrkirche, eine katholische Schule sowie 57 weitere Häuser. Im gleichen Jahr lebten in Rathmannsdorf 312 Menschen, davon sechs evangelisch. 1855 lebten 307 Menschen in Rathmannsdorf. 1865 bestanden im Ort eine Scholitsei, 15 Bauern-, 11 Gärtner- und 9 Häuslerstellen. Die dreiklassige Schule wurde im gleichen Jahr von 163 Schülern besucht. 1874 wurde der Amtsbezirk Rathmannsdorf gegründet, welcher aus den Landgemeinden Friedrichseck, Krackwitz, Mösen, Ober Hermsdorf, Rathmannsdorf und Schleiwitz und den Gutsbezirken Friedrichseck, Ober Hermsdorf, Rathmannsdorf und Schleiwitz bestand. 1885 zählte Rathmannsdorf 291 Einwohner.
1933 lebten in Rathmannsdorf 277 sowie 1939 258 Menschen. Bis Kriegsende 1945 gehörte der Ort zum Landkreis Neisse.
Als Folge des Zweiten Weltkriegs fiel Rathmannsdorf 1945 wie der größte Teil Schlesiens unter polnische Verwaltung. Nachfolgend wurde es in Ratnowice umbenannt und der Woiwodschaft Schlesien angeschlossen. Die deutsche Bevölkerung wurde weitgehend vertrieben. 1950 wurde es der Woiwodschaft Oppeln eingegliedert. 1999 kam der Ort zum wiedergegründeten Powiat Nyski. 2007 lebten 177 Menschen im Ort.

## Sehenswürdigkeiten
- Die römisch-katholische Martinskirche (poln. Kościół św. Marcina Biskupa) 1755 im barocken Stil erbaut.[4] Das Gebäude wurde 1966 unter Denkmalschutz gestellt.[9]
- Nepomukstatue
- Wegekapelle aus Backstein
- Feuerwehrhaus